# Grand Rapids (Ohio)
Grand Rapids é uma vila localizada no estado norte-americano de Ohio, no Condado de Wood.

## Demografia
Segundo o censo norte-americano de 2000, a sua população era de 1002 habitantes.
Em 2006, foi estimada uma população de 993, um decréscimo de 9 (-0.9%).

## Geografia
De acordo com o United States Census Bureau tem uma área de
1,5 km², dos quais 1,3 km² cobertos por terra e 0,2 km² cobertos por água. Grand Rapids localiza-se a aproximadamente 201 m acima do nível do mar.

## Localidades na vizinhança
O diagrama seguinte representa as localidades num raio de 16 km ao redor de Grand Rapids.